# Kraglievichia
Kraglievichia és un gènere extint de mamífers cingulats de la família dels pampatèrids que visqueren a Sud-amèrica entre el Miocè superior i el Pliocè inferior. Se n'han trobat restes fòssils a l'Argentina, Bolívia, el Brasil i l'Uruguai. Les espècies d'aquest grup eren pampatèrids de mida mitjana, més petites que Holmesina i els pampateris, però més grosses que Vassallia minuta i els escirroteris. Eren morfològicament similars a Holmesina i és possible que en fossin els avantpassats. El gènere fou anomenat en honor del paleontòleg argentí Lucas Kraglievich.